# Varnado maurus
Varnado maurus är en stekelart som beskrevs av David B. Wahl 1993. Varnado maurus ingår i släktet Varnado och familjen brokparasitsteklar. Inga underarter finns listade i Catalogue of Life.